# Året gjennom Børfjord
Året gjennom Børfjord (noruec: Fa un any a la carretera abandonada) és un curtmetratge noruec rodat durant un període de 105 dies el 1988/1989 i estrenat el 1991. Dirigit per Morten Skallerud, la pel·lícula es va rodar a Super Panavision 70 (negatiu de 65 mm) i mostra tot un any que passa a Børfjord al municipi d'Hasvik, Noruega, a 50.000 vegades la velocitat normal en només 12 minuts. La càmera es movia lleugerament cada dia, de manera que la pel·lícula dóna a l'espectador la impressió de viatjar sense problemes pel fiord a mesura que passa l'any, cada dia comprimit en pocs segons.
La pel·lícula que es va estrenar al Kortfilmfestivalen de Grimstad el juny de 1991, s'ha projectat en més de 300 festivals de cinema arreu del món i va guanyar 12 premis diferents, entre els quals els noruecs Premis Amanda al millor curtmetratge el 1991, i el Gran Premi al Festival de Cinema de Tampere el 1992. La pel·lícula és tradicionalment la pel·lícula d'obertura del festival anual de cinema de 70 mm que se celebra al Cinemateket film club a Oslo.
El 2002 el director Jesper Hiro va utilitzar imatges de la pel·lícula al vídeo musical "Lifelines" de A-ha.